# 依协克帕提河
依协克帕提河，也称伊阡巴达河，位于中华人民共和国新疆维吾尔自治区若羌县东南部羌塘高原地区的一条河流，起自依协克帕提湖，沿祁曼塔格山南麓大体向西北流，注入阿雅克库木湖。干流全长72千米，流域面积约1.5万平方千米，年均径流量约6.5亿立方米。下游河道蜿蜒曲折，主槽游荡不定，最后分叉为数股水流从阿牙克库木湖东岸汇入。沿岸泉水发育，水草丰茂。